# Isidora Jiménez
Isidora Jiménez (née le 10 août 1993) est une athlète chilienne, spécialiste du sprint.
Elle obtient ses meilleurs temps a Cali les 22 et 23 juin 2013, en 11 s 57 sur 100 m et 23 s 19 sur 200 m, records nationaux Elle améliore le record national chilien du 100 m en 11 s 45 à San Carlos de Apoquindo le 11 avril 2015.